# Abdullatif bin Rashid Al Zayani
Abdullatif bin Rashid Al Zayani (en árabe: عبد اللطيف بن راشد الزياني‎) es un ingeniero y teniente general retirado de Baréin. Es secretario general del Consejo de Cooperación para los Estados Árabes del Golfo (CCEAG) desde el 1 de abril de 2011. Es el quinto secretario general del CCEAG y el primero con el pasado militar desde el establecimiento de dicho organismo regional.

## Biografía

### Primeros años y educación
Nació en 1954 en Al Muharraq. Está graduado en la Real Academia de Sandhurst en el Reino Unido. También es graduado del programa de ingeniería aeronáutica en Perth, Escocia en 1978. Recibió una maestría de gestión logística del Instituto de Tecnología de la Fuerza Aérea en Dayton, Ohio, Estados Unidos, en 1980. También recibió un doctorado en investigación de operaciones de la Naval Postgraduate School, Monterrey, California en 1986. Asistió a cursos de Comando y Estado Mayor en Fort Leavenworth, Kansas en 1988 y recibió la espada de honor junto con el título de Maestro Logístico del Ejército de Estados Unidos. Más tarde, asistió a un programa de desarrollo en la Universidad de Harvard en 2008.

### Carrera
Zayani tuvo experiencia de trabajo en las fuerzas de defensa de Baréin, en puestos ministeriales y como profesor universitarii. Se convirtió en un oficial de la Fuerza de Defensa de Baréin en 1973. Su carrera en las fuerzas de defensa de Baréin terminó el 2 de junio de 2004. Entonces comenzó a servir como el jefe de seguridad pública con rango de mayor general en el Ministerio del Interior en 2004.
Fue promovido al rango de teniente general en 2010. Luego fue nombrado asesor del ministro de Asuntos Exteriores con el rango de ministro el 10 de junio de 2010.  También trabajó como profesor de la Universidad del Golfo Arábigo, como profesor de matemáticas y estadística en la Universidad de Maryland en Baréin, y como profesor de métodos cuantitativos en la Universidad de Baréin.
El 1 de abril de 2011, Zayani fue nombrado secretario general del Consejo de Cooperación del Golfo. Inicialmente, Baréin había elegido como candidato al puesto al ministro de Estado Mohamed bin Ibrahim Al Mutawa. Sin embargo, debido a la fuerte objeción de Catar para Mutawa, Zayani fue designado más adelante por Baréin para el cargo en mayo de 2010. Zayani reemplazó en el puesto a Abdul Rahman bin Hamad Al Attiyah en el puesto.
En febrero de 2015, tras los ataques aéreos en Libia realizados por Egipto, en una reunión de la Liga Árabe, un funcionario del Ministerio de Relaciones Exteriores de Catar expresó las reservas de su gobierno sobre la acción militar unilateral por parte de Egipto, y agregó que esto podría «dar una ventaja a un lado en el conflicto libio». Las tensiones culminaron con Catar llamando a su embajador en El Cairo para consultas, y el enviado de Egipto de la Liga Árabe, Tareq Adel, acusando a Catar de «apoyar el terrorismo».
A raíz de ello, Zayani expresó «inicialmente» su apoyo a Catar y criticó las declaraciones de Egipto. Describió las declaraciones del diplomático egipcio como «una acusación falsa que desafía la verdad y hace caso omiso de los esfuerzos sinceros que Catar ejerce para combatir el terrorismo y el extremismo en todos los niveles». Horas más tarde, Zayani negó dicha declaración, que se retiró después de la página web del CCEAG, y expresó su apoyo al gobierno egipcio. Los medios estatales de Baréin informaron que «la falsa declaración atribuida a Al Zayani» se debió al control de Catar sobre el sitio web.